# 瓦沙契縣
沃萨奇縣（英語：Wasatch County）是位於美國猶他州中部的一個縣。面積3,132平方公里，根據美國2000年人口普查數字，共有人口15,215人。縣治赫伯（Heber）。
成立於1862年1月17日。縣名來自猶他語，意思是「山口」。